# IOS 7
iOS 7 ist die siebte große Version des mobilen Betriebssystems iOS von Apple Inc. Es wurde an der Worldwide Developers Conference von Apple am 10. Juni 2013 angekündigt und am 18. September 2013 veröffentlicht. Der Nachfolger von iOS 7 ist iOS 8.

## Neuerungen
iOS 7 erhält eine starke optische Erneuerung, die Oberfläche ist im minimalistischen Design gehalten, nicht wie in den früheren Versionen im Skeuomorphismus. Die Neuerung ist dem Team des neu ernannten Senior-Vizedesignpräsidenten Jony Ive zu verdanken. Die Icons, sowie Slide-to-unlock erhielten eine starke optische Erneuerung. AirDrop wurde eingeführt, eine drahtlose Sharing-Funktion. CarPlay ermöglicht die Integration des Telefons in das Audiosystem des Auto. Der App Store kann automatisch App-Updates herunterladen.

## Unterstützte Geräte
iOS 7 stellt die Unterstützung für das iPhone 3GS und den iPod touch 4 ein.

### iPhone
- iPhone 4
- iPhone 4s
- iPhone 5
- iPhone 5c
- iPhone 5s

### iPad
- iPad 2
- iPad 3
- iPad 4
- iPad Air 1
- iPad mini 1
- iPad mini 2

### iPod touch
- iPod touch 5